# Jujubinus exasperatus

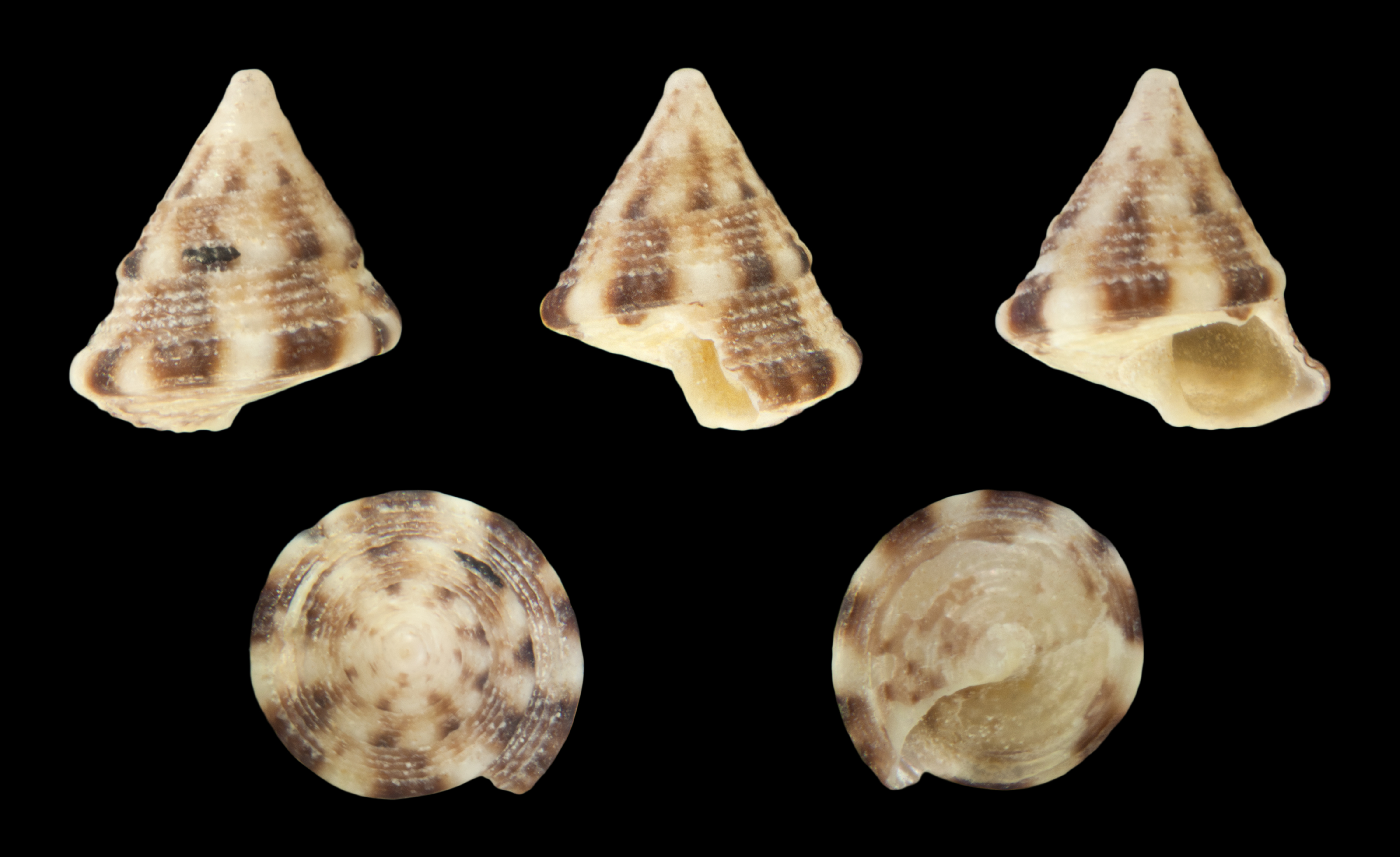
f. monterosatoi

Jujubinus exasperatus är en snäckart som först beskrevs av Thomas Pennant 1777.  Jujubinus exasperatus ingår i släktet Jujubinus och familjen pärlemorsnäckor. Inga underarter finns listade i Catalogue of Life.

## Bildgalleri

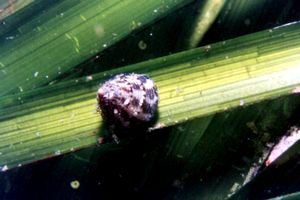
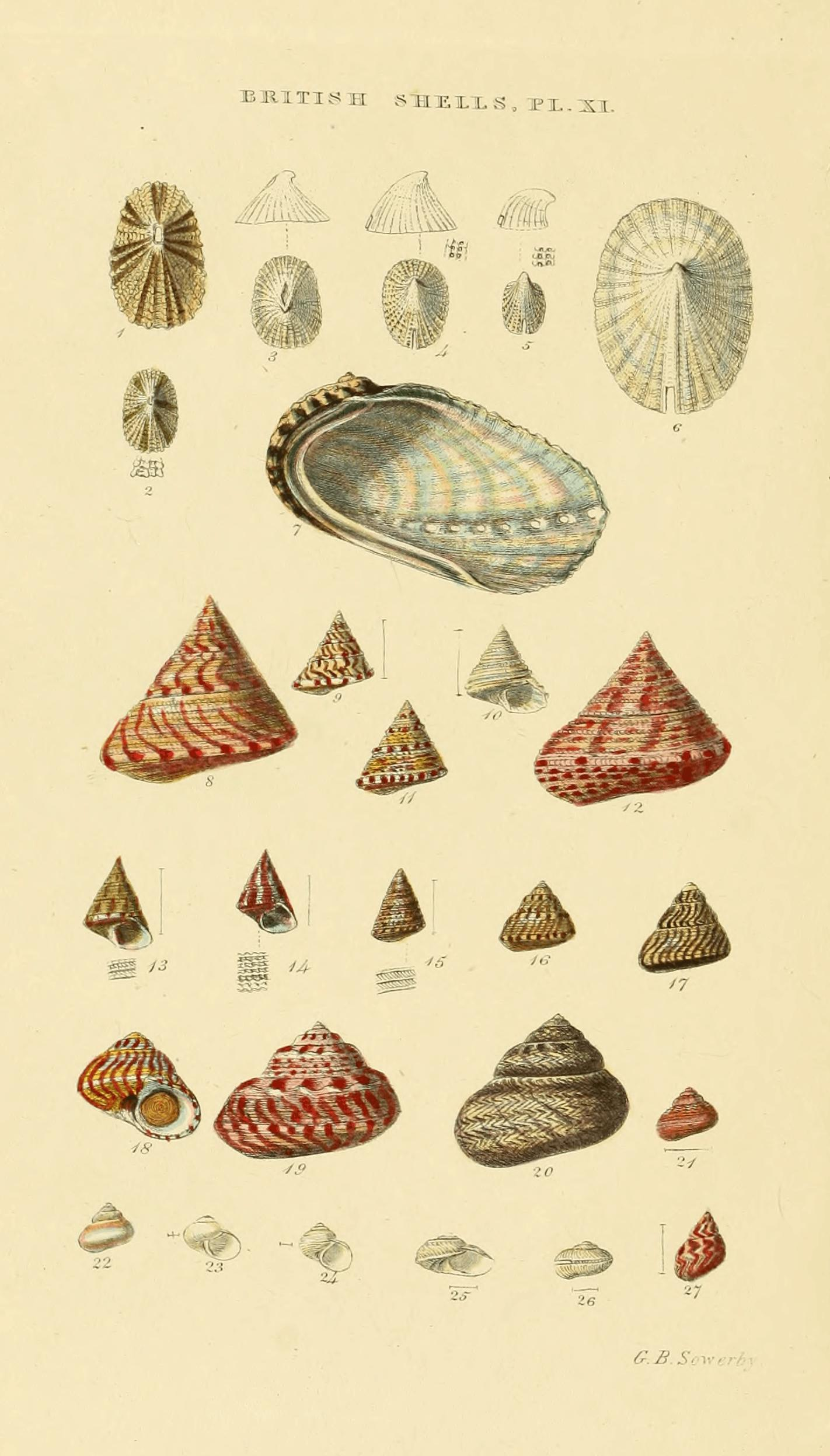